# Taruik Manehat
Der Taruik Manehat (kurz Manehat) ist ein Berg in Osttimor mit einer Höhe von 495 m. Er befindet sich im Südwesten der Aldeia Lotan (Sucos Batugade). Er liegt auf der Wasserscheide zwischen dem Acodato im Westen und dem Leometik im Osten. Südlich wird sie durch den Animnala (432 m) weiter geführt, im Norden durch die Berge Taruik Webau (203 m) und Taruik Babau (237 m). Zwei Kilometer östlich liegen der Taruik Kotabot (261 m) und der Taruik Wirena (341 m).